# YouTube Kids

Kraje w których dostępna jest usługa YouTube Kids

YouTube Kids – amerykańska aplikacja wideo dla dzieci opracowana przez YouTube, spółkę zależną Google. Aplikacja udostępnia wersję usługi skierowaną do dzieci, z wyselekcjonowanym wyborem treści, funkcjami kontroli rodzicielskiej i filtrowaniem filmów uznanych za nieodpowiednie do oglądania dla dzieci w wieku poniżej 9 lub 5 lat, w zależności od wybranej grupy wiekowej.
Po raz pierwszy wydana 15 lutego 2015 r. jako aplikacja mobilna na systemy Android i iOS, została od tego czasu wydana na telewizory inteligentne LG, Samsung i Sony, a także na Android TV. 27 maja 2020 r. stał się dostępny na Apple TV. Od września 2019 r. aplikacja jest dostępna w 69 krajach, w tym w Hongkongu. YouTube uruchomił internetową wersję YouTube Kids 30 sierpnia 2019 r.